# Reljef (umjetnost)
Reljef u umjetnosti je skulptura koja je integralno vezana za podlogu, te ne predstavlja samostalnu cjelinu, nego je dio većeg umjetničkog sklopa. Reljefi su česti u svjetskoj umjetnosti, a najpoznatiji ukrašavaju zidove monumentalnih građevina (npr. metope na Partenonu). Nekoliko različitih reljefa može činiti povezani niz scena.

## Vrste reljefa
Visoki (duboki) reljef (talijanski: alto-relievo) je reljef kod kojega se prostor i volumen međusobno "isprepleću", tj. pojedini dijelovi reljefa su toliko izbočeni od okvira reljefa prema promatraču da prodiru kroz prostor, dok se on pak uvlači u udubljenja nastala oblikovanjem izbočenja. On je sličan punoj plastici (samostojeća skulptura), tako da se za putpun dojam i njega treba gledati s više strana. 
Niski (plitki) reljef ili bareljef (francuski: bas-relief) je, za razliku od visokog reljefa, ispunjen manjim izbočenjima, iako se i tu javlja igra svjetla i sjene. Zbog sjena stvorenih razlikama u visini pojedinog dijela reljefa dolazi do plastičnosti reljefa. Niski reljef, za razliku od visokog reljefa, promatramo samo iz jednog pravca. Upravo zbog toga, niski reljef se vizualno približava svojstvima slike. Friz u klasičnom korintskom redu se često ukrašavao s niskim reljefima.
Uleknuti (ucrtani) reljef nema nikakvih izbočina, već udubljena koja su uklesana u ploču. Udubljenja su plitka i uska, sve su plohe ravne, a odnos volumena i prostora je manje zamjetan nego kod visokog i niskog reljefa. Upravo zbog toga uleknuti reljef se vizualno približava svojstvima crteža.

## Znameniti reljefi
Neki od znamenitih reljefa su:
- Hamurabijeva stela, primjer mezopotamskog monumentalnog reljefa
- Amonov hram u Karnaku, Stari Egipat
- Lavlja vrata su monumentalni ulaz u Mikenu ukrašen s bareljefom lavova koji čuvaju stup
- Pergamski oltar, raskošni helenistički reljefi
- Ara Pacis, visoki reljefi starorimske klasične umjetnosti
- Reljefi Trajanovog stupa u Rimu predstavljaju narativni prizor osvajanja Dacije obmotan u traku oko trijumfalnog stupa.
- Reljefi na Konstantinovom slavoluku su primjer više stilova rimskih reljefa
- Sarkofag Junija Basa, visoki reljef na ranokršćanskom sarkofagu
- Angkor Wat u Kambodži

## Poveznice
- Reljef
- Kiparstvo
- Kiparske tehnike
- Elementi kompozicije

## Vanjske poveznice
- Heilbrunn Timeline of Art History, "American Relief Sculpture", Metropolitan Museum of Art, New York.
- Melissa Hardiman, "Bas-Relief Pathfinder"  Arhivirana inačica izvorne stranice od 19. rujna 2008. (Wayback Machine)